# Joueur de l'année FWA du championnat d'Angleterre de football
Le prix du Footballeur de l'année de la FWA (en anglais : Football Writers' Association Footballer of the Year) est une récompense annuelle de football décernée au meilleur joueur de l'année dans les compétitions anglaises de football. Un vote des membres de la Football Writers' Association (FWA), regroupant 400 journalistes anglais, désigne le vainqueur de ce trophée créé sous l'impulsion de Charlie Buchan. Le premier prix a été décerné à la fin de la saison 1947-1948 à l'ailier droit anglais Stanley Matthews, qui évoluait alors à Blackpool. Neuf joueurs ont remporté le prix à plusieurs reprises, Thierry Henry et Mohamed Salah sont les deux joueurs ayant remportés le plus de fois ce prix avec trois victoires.

## Palmarès
Le prix 2013 est le 67e prix du meilleur joueur de l'année de la FWA. 58 joueurs se sont vus attribuer le trophée. Le tableau porte aussi une indication si le détenteur du trophée a remporté d'autres prix, que sont le prix du Joueur de l'année de la PFA (PFA Players' Player of the Year, PPY),,, le prix du meilleur joueur de l'année de la PFA attribué par les supporters (PFA Fans' Player of the Year (en), FPY) et le prix de l'Espoir de l'année de la PFA (PFA Young Player of the Year, YPY),,.

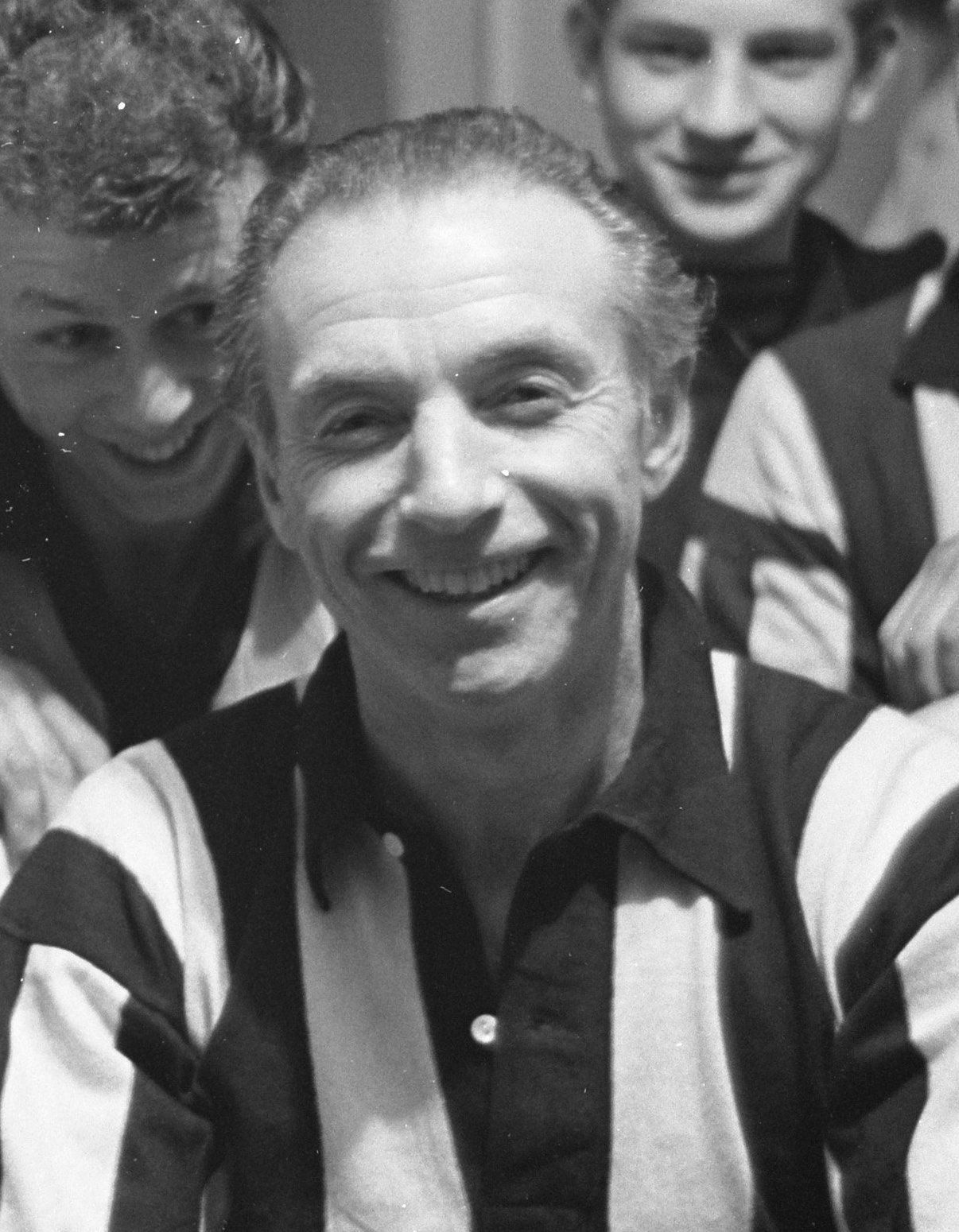
Stanley Matthews a réalisé l'exploit d'être récompensé, pour la seconde fois en 1963, 15 ans après son premier trophée en 1948.

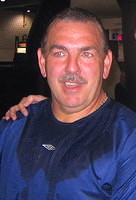
Neville Southall est le dernier gardien de but à avoir remporté le trophée, en 1985.

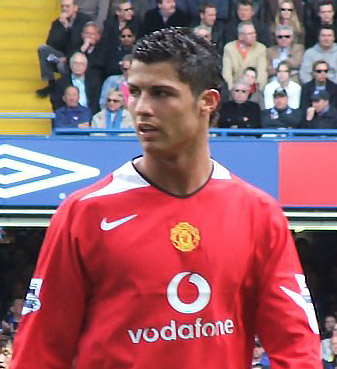
Cristiano Ronaldo remporte le prix lors des saisons 2006–2007 et 2007–2008.

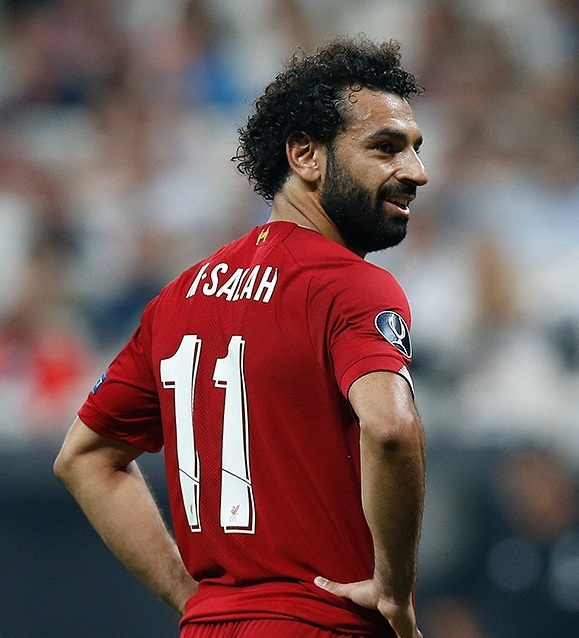
Mohamed Salah, dernier lauréat, a obtenu le trophée pour la troisième fois en 2025 (le 16e pour Liverpool).

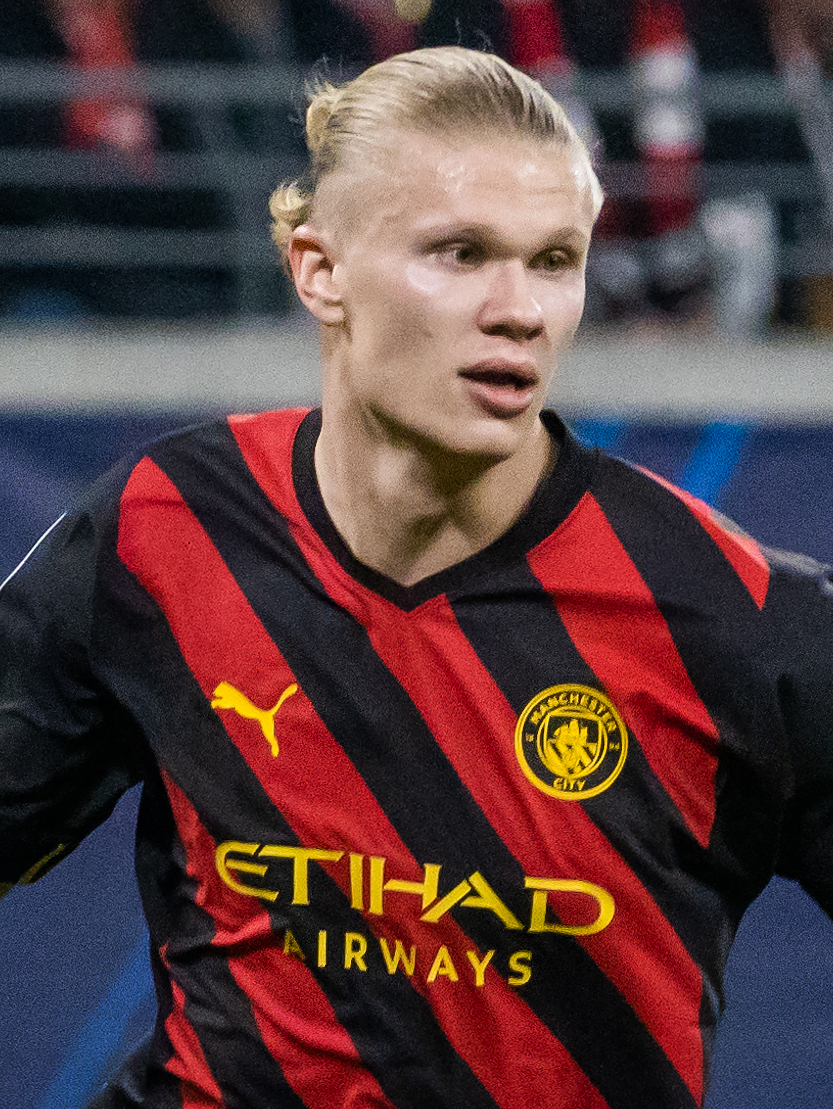
Erling Haaland, lauréat 2023 avec Manchester City.

| Saison    | Nat.                                                  | Joueur                 | Club                        | A aussi gagné | Notes  |
| --------- | ----------------------------------------------------- | ---------------------- | --------------------------- | ------------- | ------ |
| 1947-1948 | Drapeau de l'Angleterre                               | Stanley Matthews       | Blackpool                   |               |        |
| 1948-1949 | Drapeau de l'Irlande                                  | Johnny Carey           | Manchester United           |               | [ 9 ]  |
| 1949-1950 | Drapeau de l'Angleterre                               | Joe Mercer             | Arsenal                     |               |        |
| 1950-1951 | Drapeau de l'Angleterre                               | Harry Johnston (en)    | Blackpool (2)               |               |        |
| 1951-1952 | Drapeau de l'Angleterre                               | Billy Wright           | Wolverhampton Wanderers     |               |        |
| 1952-1953 | Drapeau de l'Angleterre                               | Nat Lofthouse          | Bolton Wanderers            |               |        |
| 1953-1954 | Drapeau de l'Angleterre                               | Tom Finney             | Preston North End           |               |        |
| 1954-1955 | Drapeau de l'Angleterre                               | Don Revie              | Manchester City             |               |        |
| 1955-1956 | Drapeau de l'Allemagne                                | Bert Trautmann         | Manchester City (2)         |               |        |
| 1956-1957 | Drapeau de l'Angleterre                               | Tom Finney (2)         | Preston North End (2)       |               | [ 10 ] |
| 1957-1958 | Drapeau de l'Irlande du Nord (drapeau du Royaume-Uni) | Danny Blanchflower     | Tottenham Hotspur           |               |        |
| 1958-1959 | Drapeau de l'Angleterre                               | Syd Owen               | Luton Town                  |               |        |
| 1959-1960 | Drapeau de l'Angleterre                               | Bill Slater            | Wolverhampton Wanderers (2) |               |        |
| 1960-1961 | Drapeau de l'Irlande du Nord (drapeau du Royaume-Uni) | Danny Blanchflower (2) | Tottenham Hotspur (2)       |               |        |
| 1961-1962 | Drapeau de l'Angleterre                               | Jimmy Adamson          | Burnley                     |               |        |
| 1962-1963 | Drapeau de l'Angleterre                               | Stanley Matthews (2)   | Stoke City (2)              |               | [ 11 ] |
| 1963-1964 | Drapeau de l'Angleterre                               | Bobby Moore            | West Ham United             |               |        |
| 1964-1965 | Drapeau de l'Écosse                                   | Bobby Collins          | Leeds United                |               |        |
| 1965-1966 | Drapeau de l'Angleterre                               | Bobby Charlton         | Manchester United (2)       |               |        |
| 1966-1967 | Drapeau de l'Angleterre                               | Jack Charlton          | Leeds United (2)            |               |        |
| 1967-1968 | Drapeau de l'Irlande du Nord (drapeau du Royaume-Uni) | George Best            | Manchester United (3)       |               |        |
| 1968-1969 | Drapeau de l'Angleterre                               | Tony Book              | Manchester City (3)         |               |        |
| 1968-1969 | Drapeau de l'Écosse                                   | Dave Mackay            | Derby County                |               |        |
| 1969-1970 | Drapeau de l'Écosse                                   | Billy Bremner          | Leeds United (3)            |               |        |
| 1970-1971 | Drapeau de l'Écosse                                   | Frank McLintock        | Arsenal (2)                 |               |        |
| 1971-1972 | Drapeau de l'Angleterre                               | Gordon Banks           | Stoke City                  |               |        |
| 1972-1973 | Drapeau de l'Irlande du Nord (drapeau du Royaume-Uni) | Pat Jennings           | Tottenham Hotspur (3)       |               | [ 12 ] |
| 1973-1974 | Drapeau de l'Angleterre                               | Ian Callaghan          | Liverpool                   |               |        |
| 1974-1975 | Drapeau de l'Angleterre                               | Alan Mullery           | Fulham                      |               |        |
| 1975-1976 | Drapeau de l'Angleterre                               | Kevin Keegan           | Liverpool (2)               |               |        |
| 1976-1977 | Drapeau de l'Angleterre                               | Emlyn Hughes           | Liverpool (3)               |               |        |
| 1977-1978 | Drapeau de l'Écosse                                   | Kenny Burns            | Nottingham Forest           |               |        |
| 1978-1979 | Drapeau de l'Écosse                                   | Kenny Dalglish         | Liverpool (4)               |               |        |
| 1979-1980 | Drapeau de l'Angleterre                               | Terry McDermott        | Liverpool (5)               | PPY           | [ 13 ] |
| 1980-1981 | Drapeau des Pays-Bas                                  | Frans Thijssen         | Ipswich Town                |               |        |
| 1981-1982 | Drapeau de l'Angleterre                               | Steve Perryman         | Tottenham Hotspur (4)       |               |        |
| 1982-1983 | Drapeau de l'Écosse                                   | Kenny Dalglish (2)     | Liverpool (6)               | PPY           |        |
| 1983-1984 | Drapeau du pays de Galles                             | Ian Rush               | Liverpool (7)               | PPY           |        |
| 1984-1985 | Drapeau du pays de Galles                             | Neville Southall       | Everton                     |               |        |
| 1985-1986 | Drapeau de l'Angleterre                               | Gary Lineker           | Everton (2)                 | PPY           |        |
| 1986-1987 | Drapeau de l'Angleterre                               | Clive Allen            | Tottenham Hotspur (5)       | PPY           |        |
| 1987-1988 | Drapeau de l'Angleterre                               | John Barnes            | Liverpool (8)               | PPY           |        |
| 1988-1989 | Drapeau de l'Écosse                                   | Steve Nicol            | Liverpool (9)               |               |        |
| 1989-1990 | Drapeau de l'Angleterre                               | John Barnes (2)        | Liverpool (10)              |               |        |
| 1990-1991 | Drapeau de l'Écosse                                   | Gordon Strachan        | Leeds United (4)            |               |        |
| 1991-1992 | Drapeau de l'Angleterre                               | Gary Lineker (2)       | Tottenham Hotspur (6)       |               |        |
| 1992-1993 | Drapeau de l'Angleterre                               | Chris Waddle           | Sheffield Wednesday         |               |        |
| 1993-1994 | Drapeau de l'Angleterre                               | Alan Shearer           | Blackburn Rovers            |               |        |
| 1994-1995 | Drapeau de l'Allemagne                                | Jürgen Klinsmann       | Tottenham Hotspur (7)       |               |        |
| 1995-1996 | Drapeau de la France                                  | Éric Cantona           | Manchester United (4)       |               |        |
| 1996-1997 | Drapeau de l'Italie                                   | Gianfranco Zola        | Chelsea                     |               |        |
| 1997-1998 | Drapeau des Pays-Bas                                  | Dennis Bergkamp        | Arsenal (3)                 | PPY           |        |
| 1998-1999 | Drapeau de la France                                  | David Ginola           | Tottenham Hotspur (8)       | PPY           |        |
| 1999-2000 | Drapeau de l'Irlande                                  | Roy Keane              | Manchester United (5)       | PPY           |        |
| 2000–2001 | Drapeau de l'Angleterre                               | Teddy Sheringham       | Manchester United (6)       | PPY           |        |
| 2001-2002 | Drapeau de la France                                  | Robert Pirès           | Arsenal (4)                 |               |        |
| 2002-2003 | Drapeau de la France                                  | Thierry Henry          | Arsenal (5)                 | PPY, FPY      |        |
| 2003-2004 | Drapeau de la France                                  | Thierry Henry (2)      | Arsenal (6)                 | PPY, FPY      | [ 14 ] |
| 2004-2005 | Drapeau de l'Angleterre                               | Frank Lampard          | Chelsea (2)                 | FPY           |        |
| 2005-2006 | Drapeau de la France                                  | Thierry Henry (3)      | Arsenal (7)                 |               | [ 15 ] |
| 2006-2007 | Drapeau du Portugal                                   | Cristiano Ronaldo      | Manchester United (7)       | PPY, FPY, YPY | [ 16 ] |
| 2007-2008 | Drapeau du Portugal                                   | Cristiano Ronaldo (2)  | Manchester United (8)       | PPY, FPY      | [ 17 ] |
| 2008-2009 | Drapeau de l'Angleterre                               | Steven Gerrard         | Liverpool (11)              | FPY           | [ 18 ] |
| 2009-2010 | Drapeau de l'Angleterre                               | Wayne Rooney           | Manchester United (9)       | PPY           | [ 19 ] |
| 2010-2011 | Drapeau de l'Angleterre                               | Scott Parker           | West Ham United (2)         |               | [ 20 ] |
| 2011-2012 | Drapeau des Pays-Bas                                  | Robin van Persie       | Arsenal (8)                 | FPY           | [ 21 ] |
| 2012-2013 | Drapeau du pays de Galles                             | Gareth Bale            | Tottenham Hotspur (9)       | PPY, YPY      | [ 22 ] |
| 2013-2014 | Drapeau de l'Uruguay                                  | Luis Suárez            | Liverpool (12)              | PPY           | [ 23 ] |
| 2014-2015 | Drapeau de la Belgique                                | Eden Hazard            | Chelsea (3)                 | PPY           | [ 24 ] |
| 2015-2016 | Drapeau de l'Angleterre                               | Jamie Vardy            | Leicester City              |               | [ 25 ] |
| 2016-2017 | Drapeau de la France                                  | N'Golo Kanté           | Chelsea (4)                 | PPY           | [ 26 ] |
| 2017-2018 | Drapeau de l'Égypte                                   | Mohamed Salah          | Liverpool (13)              | PPY, FPY      | [ 27 ] |
| 2018-2019 |                                                       | Raheem Sterling        | Manchester City (4)         | YPY           | [ 28 ] |
| 2019-2020 |                                                       | Jordan Henderson       | Liverpool (14)              |               | [ 29 ] |
| 2020-2021 |                                                       | Rúben Dias             | Manchester City (5)         | PPY           | [ 30 ] |
| 2021-2022 | Drapeau de l'Égypte                                   | Mohamed Salah (2)      | Liverpool (15)              | PPY, FPY      | [ 31 ] |
| 2022-2023 | Drapeau de la Norvège                                 | Erling Haaland         | Manchester City (6)         |               | [ 32 ] |
| 2023-2024 |                                                       | Phil Foden             | Manchester City             |               | [ 33 ] |
| 2024-2025 | Drapeau de l'Égypte                                   | Mohamed Salah (3)      | Liverpool (16)              | -             | [ 31 ] |

## Bilan

### Par pays
| Pays            | Nombre de victoires |
| --------------- | ------------------- |
| Angleterre      | 39                  |
| Écosse          | 9                   |
| France          | 7                   |
| Irlande du Nord | 4                   |
| Pays-Bas        | 3                   |
| Pays de Galles  | 3                   |
| Portugal        | 3                   |
| Égypte          | 3                   |
| Irlande         | 2                   |
| Allemagne       | 2                   |
| Belgique        | 1                   |
| Italie          | 1                   |
| Uruguay         | 1                   |
| Norvège         | 1                   |

### Par club
| Club                    | Nombre de victoires |
| ----------------------- | ------------------- |
| Liverpool               | 16                  |
| Manchester United       | 9                   |
| Tottenham Hotspur       | 9                   |
| Arsenal                 | 8                   |
| Manchester City         | 7                   |
| Leeds United            | 4                   |
| Chelsea                 | 4                   |
| Everton                 | 2                   |
| Stoke City              | 2                   |
| Wolverhampton Wanderers | 2                   |
| Preston North End       | 2                   |
| Blackpool               | 2                   |
| West Ham                | 2                   |
| Newcastle United        | 2                   |
| Leicester City          | 1                   |
| Blackburn Rovers        | 1                   |
| Sheffield Wednesday     | 1                   |
| Ipswich Town            | 1                   |
| Nottingham Forest       | 1                   |
| Derby County            | 1                   |
| Fulham                  | 1                   |
| Burnley                 | 1                   |
| Luton Town              | 1                   |
| Bolton Wanderers        | 1                   |